# Велькавесь
Велькавесь (пол. Wielkawieś) — село в Польщі, у гміні Стеншев Познанського повіту Великопольського воєводства.
Населення — 462 особи (2011).
У 1975-1998 роках село належало до Познанського воєводства.

## Демографія
Демографічна структура станом на 31 березня 2011 року:
|          | Загалом | Допрацездатний вік | Працездатний вік | Постпрацездатний вік |
| -------- | ------- | ------------------ | ---------------- | -------------------- |
| Чоловіки | 236     | 43                 | 172              | 21                   |
| Жінки    | 226     | 35                 | 144              | 47                   |
| Разом    | 462     | 78                 | 316              | 68                   |